# 다카쓰역 (교토부)
다카쓰역(일본어: 高津駅, たかつえき)은 일본 교토부 아야베시에 있는 서일본 여객철도의 철도역이다.

## 역 구조
상대식 2면 2선 구조의 지상역이다. 분기기와 절대신호기가 없기 때문에 정류소로 취급되고 있다. 후쿠치야마역이 관리하는 무인역으로, 별도의 역사는 없다.

### 승강장
| 1 | ■ 산인 본선 | 상행 | 아야베 · 니시마이즈루 · 교토 방면 |
| 2 | ■ 산인 본선 | 하행 | 후쿠치야마 · 도요오카 방면        |

## 역사
- 1958년 2월 12일 - 일본국유철도 산인 본선 아야베 역 ~ 이사 역 사이에 신설 개업.
- 1987년 4월 1일 - 민영화에 따라 서일본 여객철도의 소속이 되었다.

## 인접역
| 서일본 여객철도 산인 본선 | 서일본 여객철도 산인 본선 | 서일본 여객철도 산인 본선       |
| ------------------------- | ------------------------- | ------------------------------- |
| 아야베 교토 방면          | ■ 산인 본선               | 이사 기노사키온센·하마사카 방면 |